# Spodoptera latebrosa
Spodoptera latebrosa är en fjärilsart som beskrevs av Lederer 1855. Spodoptera latebrosa ingår i släktet Spodoptera och familjen nattflyn. Inga underarter finns listade i Catalogue of Life.